# Villager de Laciana
Villager de Laciana (Viḷḷaxer de Ḷḷaciana en patsuezu) es una localidad de la comarca española de Laciana, perteneciente al municipio de Villablino. Tiene una población de 493 habitantes.
Enclavado en un valle de la cordillera Cantábrica, el pueblo está rodeado de cumbres de más de 2000 m s. n. m., como: Muxiven 2032 m, Cuetonidio 1779 m, El Miro 1850 m, Cueto de Arbas 2002 m, y El Cornón 2194 m.

## Historia
Villager se considera la capital histórica de Laciana, ya que en esta localidad se celebró en 1668 el Concejo General del Valle de Laciana que decretó las Ordenanzas Generales del Valle. Posteriormente, los concejos lacianiegos se celebraban en la capilla de San Lorenzo, situada en el entorno del Postoiro o Pustoiru, plaza de origen medieval en la que se encuentra una fuente fechada en 1779. Otras estructuras emblemáticas del pueblo son los hórreos, construcciones de planta cuadrada sobre pilares troncocónicos o troncopiramidales, utilizados para almacenar el grano y los productos de la matanza. 
Además de minas de carbón, en la economía de Villager tuvo gran importancia la fábrica de Mantequerías Leonesas, empresa de gran expansión comercial.

## Gastronomía
Algunos de los platos más típicos de Villager son el caldo de berzas o pote, el tseite migau (leche migada con pan de hogaza de centeno) y la empanada del país. De la repostería destacan los fisuelos, hechos con la segunda leche que da la vaca después de parir y harina de trigo. 